# Matang Pupanji
Matang Pupanji is een bestuurslaag in het regentschap Aceh Utara van de provincie Atjeh, Indonesië. Matang Pupanji telt 219 inwoners (volkstelling 2010).